# Horst Bartsch
Horst Bartsch (* 31. August 1926 in Wittenberge; † 13. November 1989 in Berlin) war ein deutscher Maler und Grafiker und einer der wichtigen Buchillustratoren der DDR.

## Leben und Werk
Horst Bartsch wurde 1926 als Sohn eines Polizei-Hauptwachtmeisters und einer Putzmacherin geboren. Noch während er ein Potsdamer Gymnasium besuchte, musste er 1943 Luftwaffenhelfer werden und kurz vor Kriegsende Soldat. Nach der Kriegsgefangenschaft von 1945 bis 1949 in Polen absolvierte er eine Lehre als Dekorationsmaler. Von 1950 bis 1955 studierte er bei Ernst Rudolf Vogenauer, Werner Klemke und Ernst Jazdzewski an der Hochschule für bildende und angewandte Kunst Berlin-Weißensee. Bis 1957 war er Meisterschüler bei Otto Nagel an der Akademie der Künste der DDR. Seitdem war er in Berlin als Mitglied des Verbands Bildender Künstler der DDR als freischaffender Grafiker tätig. Studienreisen führten ihn seit Ende der fünfziger Jahre nach China, Polen, Ungarn, in die ČSSR und die Sowjetunion. 1957 hatte er im Bauhof Potsdam seine erste Ausstellung, der eine Anzahl weiterer Einzelausstellungen u. a. in Berlin, Fürstenwalde, Leipzig, Prag, Peking und Westberlin sowie Ausstellungsteilnahmen folgten.
Bartsch illustrierte insbesondere Bücher der Berliner Verlage Aufbau-Verlag, Kinderbuchverlag, Neues Leben, Buchclub 65 und Eulenspiegel, des Mitteldeutschen Verlags Halle/Leipzig, des Verlags für die Frau, Leipzig, und des Hinstorff Verlags Rostock. Er wurde zwölf Mal im Wettbewerb „Schönste Bücher der DDR“ ausgezeichnet. 1963 erhielt er die Erich-Weinert-Medaille.
Als Pressezeichner arbeitete er u. a. für die Berliner Wochenzeitung Sonntag.
Eine Künstlerfreundschaft verband Bartsch mit Wolfgang Würfel. Mit ihm übernahm er vom ungarischen Maler Endre Szász (1926–2003) die Technik der Ölgraphik, die beide weiterentwickelten. Seine seit Ende der sechziger Jahre entstehenden Ölgrafiken brachten Horst Bartsch durch ihre surrealistische und phantastische Bildsprache zunehmend mit den kulturpolitischen Maßgaben in Konflikt. Ein Stipendium der UNESCO, das ihm 1980 bis 1982 Aufenthalte in München und Italien ermöglicht hätte, durfte er nicht wahrnehmen. Einen Höhepunkt seines Schaffens stellen die mehr als fünfzig farbigen Ölgrafiken zu dem Buch „Von Gott erzählen“ der Evangelischen Haupt-Bibelgesellschaft zu Berlin und Altenburg dar.
Bücher Bartschs befinden sich u. a. in der Sammlung von Horst Antes.
Bartsch war der Vater der Töchter Angela und Sabine aus der ersten und Katharina aus der zweiten Ehe.

## Rezeption
Bartsch gehörte zu den Künstlern „vor allem der älteren Generation …, die gleichsam in Weiterführung der 'klassischen' Buchillustrationen des 19. und frühen 20. Jahrhunderts Text und Bild zusammenspielen lassen möchten, die die Ereignisse, Handlungsorte, Personen des literarischen Werkes mit ihren künstlerischen Mitteln darstellen, den Text bildlich begleiten und in der Regel auch vertiefen wollen.“

## Fotografische Darstellung Bartschs
- Barbara Morgenstern: Horst Bartsch (aus einer umfangreichen Serie von Fotografien Bartschs; 1970/1980)[4]

## Werke (Auswahl)

### Tafelbilder
- Flamme und Preis (Öl auf Holz, 35,5 × 24 cm; Kunstarchiv Beeskow)
- Weiblicher Akt mit Dornen (Öl auf Holz, 35,5 × 24,5 cm; Kunstarchiv Beeskow)

### Druckgrafik
- Setzt Euch zur Wehr (Zyklus von sechs Holzstichen, um 1962)[5]

### Zeichnungen
- Studien aus der Volksrepublik Polen (vier Federzeichnungen, 1962)[6]
- Zu Michał Bałucki: Der Herr Bürgermeister von Pipidowka (zehn Federzeichnungen, 1958)[7]

### Buchillustrationen (Auswahl)
- Ludwig Tieck: Novellen. Union Verlag Berlin, 1955
- Michał Bałucki: Der Herr Bürgermeister von Pipidówka. Aufbau-Verlag Berlin, 1958
- Hamza Humo: Trunkener Sommer. Rütten & Loening Berlin, 1958
- Vladimir Colin: Der kupferne Reiter. Märchen aus Rumänien. Kinderbuchverlag Berlin, 1958
- Friedrich de La Motte Fouqué: Das Galgenmännlein. Aufbau-Verlag Berlin, 1960
- Hans Jakob Christoffel von Grimmelshausen: Ausführliche und wundersame Lebensbeschreibung der Erzbetrügerin und Landstörzerin Courasche. Aufbau-Verlag Berlin, 1961
- Ladislav Mňačko: Der Tod heißt Engelchen. Verlag Neues Leben Berlin, 1962
- Brigitte Reimann: Die Geschwister. Aufbau-Verlag Berlin, 1963
- Fred Wander: Bandidos. Verlag Neues Leben Berlin, 1963
- Deutsche Liebesgedichte von Walther von der Vogelweide bis zur Gegenwart. Verlag Neues Leben Berlin, 1963
- Das große Balladenbuch. Aus drei Jahrhunderten deutscher Dichtung. Verlag Neues Leben Berlin, 1965
- Bela Balazs: Heinrich beginnt den Kampf. Kinderbuchverlag Berlin, 1965
- Jules Verne: Die geheimnisvolle Insel. Verlag Neues Leben Berlin, 1965
- Wilhelm Hauff: Märchen. Aufbau-Verlag Berlin und Weimar, 1967
- Der Unhold. Kriminalgeschichten russischer Meister. Greifenverlag zu Rudolstadt, 1967
- Dieter Schubert: Acht Unten Träume. Verlag Neues Leben Berlin, 1967
- Jack London: Alaskagold. Verlag Neues Leben Berlin, 1967, sowie 13 weitere Bände von Jack London
- Kurt David: Sechs Stare saßen auf der Mauer. Kriminalgeschichten für Kinder. Kinderbuchverlag Berlin, 1968
- Ruth Werner: In der Klinik. Verlag Neues Leben Berlin, 1969
- Heinz Kreißig: Der steinerne Mann. Kinderbuchverlag Berlin, 1970
- Karl Heinz Berger: Robin Hood der Rächer von Sherwood. Kinderbuchverlag Berlin, 1973
- James Fenimore Cooper: Der Kaperkapitän. Buchclub 65, 1973
- Peter Klemm: Träumer, Ketzer und Rebellen. Kinderbuchverlag Berlin, 1973
- Andrej Platonow: Die Schusterfrau als Zarin. Märchen. Kinderbuchverlag Berlin, 1975
- Heinz Knobloch: Der Blumenschwejk. Mitteldeutscher Verlag Halle (Saale), 1976
- Edwin Hoernle: Der kleine König und die Sonne. Kinderbuchverlag Berlin, 1976
- Willi Meinck: Das Ramayana. Verlag Neues Leben Berlin, 1976
- Gisela Steineckert: Erkundung zu zweit. Henschelverlag Berlin, 1976
- Erika Taube: Das leopardenscheckige Pferd und andere tuwinische Märchen aus der Mongolischen Volksrepublik. Edition Holz im Kinderbuchverlag Berlin, 1977
- Kurt David: Der Löwe mit der besonders schönen langen Mähne. Kinderbuchverlag Berlin, 1978
- Horst von Tümpling: Berolina – Berlin. Verlag für die Frau Leipzig, 1981
- Joachim Nowotny: Ein Lächeln für Zacharias. Kinderbuchverlag Berlin, 1983
- Pan Hibschik. Domowina Verlag Bautzen, 1985
- Von Gott erzählen. Geschichten aus dem Alten und Neuen Testament. Evangelische Haupt-Bibelgesellschaft zu Berlin und Altenburg, 1985

### Essayistische Publikation
- Bericht von einer Chinareise. In: Bildende Kunst, Berlin, 6/59, S. 426–429

## Ausstellungen (unvollständig)

### Einzelausstellungen
- 1977: Berlin, Palast der Republik („Malerei und Keramik von Horst Bartsch und Martin Hadelich“)
- 1977: Barby, Galerie im Prinzeßchen („Bilder & Bücher“)
- 1978: Leipzig, Stadt- und Bezirksbibliothek („Horst Bartsch. Bilder und Bücher“)
- 1986: Perleberg, Kreisheimatmuseum
- 1986: Berlin, Französische Friedrichstadtkirche („Bilder zur Bibel“)
- 1988: Berlin, Kaiser-Wilhelm-Gedächtniskirche („Bilder zur Bibel“)
- 1989: Berlin, Berliner Stadtbibliothek („Horst Bartsch. Bücher und Bilder“)
- 1995: Wittenberge, Kulturhaus Wittenberge („Bilder zur Bibel“)
- 2010: Glienicke, Bürgerhaus („Horst Bartsch - ein Künstler der inneren Sicht“)

### Teilnahme an zentralen Ausstellungen in der DDR
- 1957: Berlin, Ausstellungspavillon Werderstraße („Junge Künstler der DDR“)
- 1958 bis 1973: Dresden, Vierte Deutsche Kunstausstellung bis VII. Kunstausstellung der DDR
- 1962: Berlin, Akademie der Künste („Junge Künstler. Malerei“)
- 1963: Berlin, Pavillon der Kunst (Ausstellung junger Künstler anlässlich des 7. Parlaments der FDJ)
- 1967: Berlin, Akademie der Künste („Meisterschüler der DAK stellen aus“)
- 1979: Berlin, Ausstellungszentrum am Fernsehturm („Buchillustrationen in der DDR. 1949–1979“)
- 1985: Erfurt, Gelände der Internationalen Gartenbauausstellung („Künstler im Bündnis“)
- 1986/1987: Suhl („Daß sicher sei, was uns lieb ist“. Ausstellung zum 40. Jahrestag der Gründung der Grenztruppen der DDR)